# Fekete Mihály (püspök)
Galánthai Fekete Mihály (Nagyszombat, 1784. május 24. – Esztergom, 1866. december 13.) novii püspök, nagyprépost. 
30 000 forintot hagyott az egyházra és jótékony célokra. Vizitációt végzett. 
1821-ben Nagyszombati szék ülnöke.
1842-ben kánoni látogatást végzett. 
Unokaöccsével, Jánossal együtt bárói címet kapott 1859. május 21-én.   